# جيني فولر ويلينغ
جيني فولر ويلينغ (بالإنجليزية: Jennie Fowler Willing)‏ (22 يناير 1834 – 6 أكتوبر 1916) كانت معلمة، ومؤلفة، وواعظة، ومصلحة اجتماعية، ومنادية بحق المرأة في الاقتراع، وهي أمريكية من أصول كندية.
كانت أستاذة في اللغة الإنجليزية وقائدة في حركة الاعتدال. ألفت ويلينغ كتبًا عديدة من بينها من الخامسة عشرة وحتى الخامسة والعشرين: كتاب للشبان، ومسلسلات للصحف. تزوجت بمحامٍ وقس ميثودي في سن التاسعة عشرة. في عام 1873، أصبحت هي وزوجها أستاذين مساعدين في جامعة إلينوي ويسليان.
ذاع صيت ويلينغ عند انضمامها إلى الاتحاد النسائي للاعتدال في ولاية إلينوي، وشغلت منصب القائدة لعدة سنوات. شاركت مع إميلي هانتينغتون ميلر في تأسيس ورئاسة اتفاقية كليفلاند لعام 1874 حين تأسس الاتحاد النسائي المسيحي الوطني للاعتدال. شغلت منصب محررة صحيفة المنظمة الوطنية لفترة من الزمن. في عام 1895، أسست المدرسة الإنجيلية للتدريب في نيويورك.

## نشأتها وتعليمها
وُلدت جيني فولر عام 1834 في بورفورد، أونتاريو، في كندا العليا. انحدر والداها، هوراشيو وهاريت (ريان) فولر، من أصول إنجليزية، واسكتلندية، وأيرلندية. حُرمت جدتها لأمها من حقها في الميراث لأنها اختارت مشاركة مخاطر البراري مع الكاهن الجوّال هنري ريان. كان والدها «وطنيًا» كنديًا، فقد كل ما يملكه في أثناء محاولته حماية الاستقلال الوطني. سَرّه الفرار إلى الولايات المتحدة مع عائلته، وبدء حياة جديدة في الغرب الجديد مجددًا حيث تمكن من منح أطفاله أكثر من مجرد كراهية للاستبداد، وصناعة مستمرة، واقتصاد دقيق، وأخلاق حميدة.
سقطت ويلينغ في بئر في سن الثانية، وعانت مشاكل صحية على المدى الطويل. في عام 1842، انتقلت العائلة إلى نيوارك بولاية إلينوي حيث خطب أخاها تشارلز هنري فولر فرانسيس ويلارد لفترة من الزمن.
نالت شهادة ماجستير فخرية في الآداب (جامعة إيفانستون للسيدات، 1872 أو 1873).

## حياتها المهنية

### مصلحة اجتماعية
دفعها حبها الموروث للإصلاح إلى الجبهة عند زحف الحملات الصليبية إلى الولايات المتحدة. ترأست الاتحاد النسائي للاعتدال في ولاية إلينوي لعدة سنوات. بدأت الدعوة لعقد اتفاقية كليفلاند مع ميلر، وترأست الهيئة التي نظمت الاتحاد النسائي المسيحي الوطني للاعتدال. شغلت منصب أول محررة في هيئة الاتحاد النسائي المسيحي الوطني للاعتدال، وأُطلق عليها لقب رمز الاتحاد لاحقًا. جذبها تعصبها المعتدل إلى الخطابة، وسرعان ما وجدت نفسها تخاطب أعدادًا هائلة من الجماهير في جميع أرجاء المدن الكبيرة في الولايات المتحدة. بصفتها أحد الأمناء المناظرين للجمعية التبشيرية الخارجية للمرأة، مثلت ادعاءات الاعتدال في مؤتمرات الوزراء، وفي العديد من البلدات الكبيرة في أجزاء متفرقة من الولايات المتحدة، ولفتت انتباه العديدين إلى عملها. من بين الأدوار الأخرى التي لعبتها الإشرافُ على قسم التدريب الإنجيلي في الاتحاد النسائي المسيحي الوطني للاعتدال، ورئاسة الاتحاد النسائي المسيحي للاعتدال التابع لفرانسيس ويلارد.
قدمت خدمات مماثلة للجمعية التبشيرية الخارجية للمرأة طوال عدة سنوات. قدمت بصفتها مبشرة العديد من الخدمات الكبيرة والمهمة المتعلقة بالصحوة الدينية، وحققت نجاحًا ملحوظًا. بعد ترحيلها إلى مدينة نيويورك في عام 1889، انشغلت بعملها وخدماتها التبشيرية، وببعثتها التبشيرية إلى إيطاليا ومكتب المهاجرين، ومأوى المهاجرات التابع له في نيويورك، بوسطن، وفيلادلفيا. كانت قائدة منادية بحق المرأة في الاقتراع في ولاية إلينوي.

## حياتها الخاصة
توفيت ويلينغ وهي أرملة في نيويورك في 6 أكتوبر من عام 1916، متبرعة بمالها إلى الجمعيات الخيرية.